# بری، انتاریو
بری شهری در جنوب انتاریو، کانادا، است که در کرانه غربی دریاچه سیمکو و ۹۰ کیلومتری شمال تورنتو قرار گرفته است. این شهر در سال ۱۸۳۲ به افتخار سر رابرت بری، مسوول نیروی دریایی وقت کانادا، نام‌گذاری شد.

## اقتصاد
در نزدیکی بری پایگاه هوایی Base Borden قرار دارد؛ جایی که نیروی دریایی کانادا در آن پا به عرصه وجود گذاشت.

## شهرهای خواهر
سه شهر در جهان با بری خواهر هستند:
- تسوایبروکن (آلمان، راینلاند-فالتز)
- مورایاما، ژاپن
- تایژو، چین